# Stuart Malutki (serial animowany)
Stuart Malutki (ang. Stuart Little: The Animated Series, 2003–2004) – amerykański serial animowany wyprodukowany przez Red Wagon Productions i Sony Pictures Television. Scenariusz powstał na podstawie książki E.B. White’a. W Polsce emitowany na kanale TVP1 od 1 lipca do 21 grudnia 2006 roku. Od 1 września 2010 roku jest nadawany na kanale MiniMini. Od 25 lutego 2012 roku serial jest nadawany w TV Puls w paśmie Junior TV w wersji lektorskiej. Od 30 sierpnia 2012 roku serial jest nadawany na antenie Puls 2.

## Fabuła
Serial opowiada o sympatycznej siedmiocentymetrowej myszce, którą przygarnęła rodzina Malutkich. Główny bohater jest bardzo odważny, miły czy śmiały z bujną wyobraźnią, co bardzo często prowadzi do niesamowitych przygód.

## Bohaterowie
- Stuart Malutki - mysz, adoptowany syn Malutkich.
- George Malutki - adopcyjny brat Stuarta.
- Eleonora Malutka - adopcyjna matka Stuarta
- Fryderyk Malutki - adopcyjny ojciec Stuarta
- Śnieżek - biały kot Malutkich
- Muniek - kolega Śnieżka

## Wersja polska

### Wersja dla TVP
Udział wzięli:
- Grzegorz Drojewski
- Agnieszka Kunikowska
- Michał Bukowski
- Anna Apostolakis
- Wojciech Paszkowski
- Jan Aleksandrowicz
- Cynthia Kaszyńska

i inni

### Wersja dla MiniMini
Wersja polska: na zlecenie MiniMini – Master Film

Reżyseria: Artur Tyszkiewicz

Dialogi: Elżbieta Kowalska

Dźwięk i montaż: Jacek Osławski

Kierownictwo produkcji: Katarzyna Fijałkowska

Wystąpili:
- Marcin Hycnar – Stuart
- Albert Do – George
- Wojciech Paszkowski – Śnieżek
- Anna Gajewska – Mama
- Grzegorz Pawlak – Tata
- Sebastian Cybulski – Muniek
- Klaudiusz Kaufmann
- Brygida Turowska
- Mikołaj Klimek
- Paweł Szczesny
- Jacek Wolszczak
- Marek Bocianiak
- Andrzej Gawroński
- Tomasz Jarosz
- Zbigniew Kozłowski
- Jan Kulczycki
- Karol Wróblewski
- Andrzej Blumenfeld

i inni
Lektor: Paweł Bukrewicz

## Spis odcinków
| Premiera odcinka | N/o | Polski tytuł (TVP)         | Polski tytuł (MiniMini)     | Angielski tytuł                               |
| ---------------- | --- | -------------------------- | --------------------------- | --------------------------------------------- |
|                  |     |                            |                             |                                               |
| SERIA PIERWSZA   |     |                            |                             |                                               |
|                  |     |                            |                             |                                               |
| 01.07.2006       | 01  | Złodziej pasztetu          | Klopsowy bandyta            | The Meatloaf Bandit                           |
|                  |     |                            |                             |                                               |
| 15.07.2006       | 02  | Kierowca modelarz          | Wzorowy kierowca            | A Model Driver                                |
|                  |     |                            |                             |                                               |
| 22.07.2006       | 03  | Drużyna Malutkich          | Drużyna Malutkich           | Team Little                                   |
|                  |     |                            |                             |                                               |
| 22.07.2006       | 04  | Kto ma rację?              | Punkt widzenia              | He Said, He Said                              |
|                  |     |                            |                             |                                               |
| 29.07.2006       | 05  | Wielkie wyjście            | Pod gołym niebiem           | The Great Outdoors                            |
|                  |     |                            |                             |                                               |
| 12.08.2006       | 06  | Walka o meksykański wtorek | Wybory i wtorkowe taco      | Life, Liberty and the Pursuit of Taco Tuesday |
|                  |     |                            |                             |                                               |
| 19.08.2006       | 07  | Wielki rekord Malutkich    | Wielki rekord Malutkich     | A Little Big Record                           |
|                  |     |                            |                             |                                               |
| 26.08.2006       | 08  | Malutkie wakacje           | Malutkie wakacje            | A Little Vacation                             |
|                  |     |                            |                             |                                               |
| 02.09.2006       | 09  | Malutka wioska             | Nie ma jak wieś             | A Little Bit Country                          |
|                  |     |                            |                             |                                               |
| 12.11.2006       | 10  | Najlepiej po malutku       | Trochę za szybko            | A Little Too Fast                             |
|                  |     |                            |                             |                                               |
| 07.12.2006       | 11  | Żadna praca nie hańbi      | Niestraszna nam żadna praca | No Job Is Too Little                          |
|                  |     |                            |                             |                                               |
| 14.12.2006       | 12  | Sprzątanie to wyzwanie     | Trudy prowadzenia domu      | Adventures in Housekeeping                    |
|                  |     |                            |                             |                                               |
| 21.12.2006       | 13  | Malutcy są super           | Malutcy deskorolkowcy       | Skateboard Dogz                               |
|                  |     |                            |                             |                                               |